# Petitia
Petitia es un género de plantas fanerógamas pertenecientes a la familia de las verbenáceas que incluye tres especies nativas de Florida y del Caribe.

## Especies
- Petitia domingensis Jacq. (1760).
- Petitia oleina (Benth. ex Lindl.) Benth. & Hook.f. ex Hemsl. (1882).
- Petitia urbanii Ekman (1927).